# FOOL COOL ROCK! ONE OK ROCK DOCUMENTARY FILM
『FOOL COOL ROCK! ONE OK ROCK DOCUMENTARY FILM』（フール クール ロック ワン オク ロック ドキュメンタリー フィルム）は、2014年11月12日に発売された、日本のロックバンドONE OK ROCKの5枚目の映像作品。

## パッケージ
DVD（AZBS-1021）とBlu-ray Disc（AZXS-1008）の2種類でリリースされた。

## 収録内容
同名の映画作品が収録されている。

### 映画
『FOOL COOL ROCK! ONE OK ROCK DOCUMENTARY FILM』（フール クール ロック ワン オク ロック ドキュメンタリー フィルム）は、2014年5月16日に日活の配給で公開された。本来は3週間限定で上映される予定だったが、続映やアンコール上映された劇場もあった。
タイトルは監督が付けたもので、本来候補に挙がっていなかった言葉だった。またTakaは、バンドの本質を突いている、と評価している。

#### 内容・撮影
ONE OK ROCKにとって初の欧州公演を含んだライブ・ツアー『“Who are you??Who are we??” TOUR』（後述）を密着取材して撮影された。

#### スタッフ
- 監督・撮影・編集 - 中野裕之
- 企画・製作幹事 - アミューズ、日活
- 制作プロダクション - ジャンゴフィルム
- 配給 - 日活
- 製作 - “Fool Cool Rock!”Film Partners（アミューズ、A-Sketch、日活、パルコ、WOWOW、スペースシャワーTV）

## 『“Who are you??Who are we??” TOUR』
『“Who are you??Who are we??” TOUR』（フー アー ユー フー アー ウィー ツアー）は、ONE OK ROCKが2013年秋に開催したライブ・ツアー。

### 日程・会場
海外公演のみで構成されていて、ONE OK ROCKにとって初の欧州公演を含む。
| 公演日         | 国・地域     | 会場                                 |
| -------------- | ------------ | ------------------------------------ |
| ヨーロッパ     |              |                                      |
| 2013年10月23日 | フランス     | Trianon                              |
| 2013年10月24日 | ドイツ       | BrueckenForum                        |
| 2013年10月26日 | イギリス     | O2 Academy Islington                 |
| 2013年10月27日 | フランス     | Le Bataclan                          |
| 2013年10月29日 | オランダ     | Melkweg                              |
| アジア         |              |                                      |
| 2013年11月8日  | 香港         | AWE Hall 8                           |
| 2013年11月10日 | 韓国         | UNIQLO AX                            |
| 2013年11月19日 | タイ         | Central World Live Arena             |
| 2013年11月21日 | マレーシア   | KL LIVE                              |
| 2013年11月22日 | シンガポール | Hard Rock Coliseum                   |
| 2013年11月24日 | インドネシア | Lapangan Parkir Kolam Renang Senayan |
| 2013年12月7日  | 台湾         | Xinzhuang Gymnasium New Taipei City  |